# Кросворд

Сітка класичного кросворду (збережена поворотна симетрія)

Кросворд (англ. Crossword — перетин слів) або хрестиківка — гра-задача, яка полягає у вписуванні літер у перехресні рядки клітинок накресленої фігури так, щоб за горизонталлю та вертикаллю вийшли загадані слова.
Кросворди та їхні різновиди публікує багато друкованих ЗМІ. Крім того, існує безліч видань, які безпосередньо спеціалізуються на кросвордних головоломках. Також, останнім часом, в інтернеті почали з'являтися вебсайти, де існує можливість розгадувати кросворди шляхом їх скачування та роздрукування або онлайн на вебсторінці.

## Історія

### Світ
Кросворди стали популярними в середині 1920-х років. Є кілька версій того, де і коли вони були винайдені, можливо, прототипи сучасних кросвордів з'явилися ще в XIX столітті. На звання батьківщини кросвордів претендують Італія, Велика Британія, США і ПАР.
Перший сучасний кросворд (під назвою «ворд-крос», Word-cross був створений Артуром Вінном і опублікований у недільному номері газети «New York World» 21 грудня 1913. Перший кросворд російською мовою складено письменником В. В. Набоковим і опубліковано в додатку «Наш світ» до газети «Руль» у лютому 1925 року в Берліні. Вважається, що в СРСР вперше кросворд з'явився в журналі «Огонёк» у 1929 році.

### Україна

#### Радянські часи
У радянських газетах кросворди, як і будь-які інші матеріали, неминуче повинні були мати ідеологічне виправдання. Зазвичай вважалося, що кросворд розширює кругозір читача і розвиває його ерудицію. Успішне і повне рішення кросворду, складеного з такою установкою, вимагало чималих знань (найчастіше зовсім неактуальних) та звернення до джерел у вигляді словників, енциклопедій і атласів.

#### Ранні пострадянські часи

Фасад-кросворд будинку у Львові

Видання пострадянського часу були орієнтовані не на ідеологію, а на читацький попит. У центральних газетах з'явилися «фірмові» авторські кросворди, вирішення яких було швидше розвагою, ніж серйозною головоломкою.
Газетний бум кінця 1990-х виявив значний інтерес до розважальних видань, у тому числі й до інтелектуально-розважальних. З'явилися спеціалізовані «кросвордні» газети. Однак попит явно перевищував пропозицію і спровокував у 1999—2006 роках три хвилі «експансії» популярних за кордоном головоломок на український ринок.
Першими були «скандинавські» кросворди, які швидко завоювали більшу популярність, ніж класичні. Але їх особливості призвели до того, що сканвордні видання ще менше, ніж кросвордні, могли претендувати на звання «інтелектуальних».
Згодом відбулась поява на ринку японських головоломок. «Малювання по числах», перейменоване в «японський кросворд», привернуло маси читачів до розгадування картинок, відірвавши солідну частину аудиторії кросвордних видань.
Відтак зріс інтерес до інших цифрових головоломок — судоку, какуро, хоші, футошікі та інші. Вони не змогли обігнати за популярністю «японські кросворди», але також набрали свою аудиторію, відбираючи її в інших розважальних видань.

#### Сьогодення
Класичні кросворди не змогли конкурувати з таким розмаїттям і втратили зароблений за радянських часів статус улюбленої читацької головоломки. Зараз вже важко знайти суто «класичні» кросвордні видання — частіше зустрічаються збірки з головоломок.
В останні роки загрозою всьому газетно-журнальному ринку кросвордів стало поширення комп'ютерів та Інтернету. Через це стає більш зручнішим розгадувати кросворди не на сторінках друкованих видань, а розміщені в мережі. Створюються цілі тематичні портали, де можна не тільки безкоштовно скачати і роздрукувати кросворди для подальшого розгадування, але й розгадувати онлайн інтерактивні інтернет-кросворди. І якщо у російськомовному сегменті інтернету вже існує достатньо подібних сайтів, кількість українськомовних аналогів поки залишається невеликою.

## Різновиди
Класичний кросворд. Класичний варіант кросворду складається з сітки кросворду та текстів питань та відповідей до них. Сітка кросворду містить клітини з літерами слів-відповідей, а також пусті клітини. При цьому кожна клітина першої літери будь-якого слова-відповіді має номер, яким позначається ця відповідь та питання до неї.
Скандинавський кросворд (сканворд). Скандинавський кросворд (сканворд) від класичного кросворду відрізняється значно більшою кількістю перетинів слів за вертикаллю і горизонталлю. До того ж у сканворді замість розгорнутих питань в окремій графі в окремих клітинках пишуться короткі питання до загаданих слів, які також можуть бути представлені у формі зображень або фотографій і займати кілька клітин сітки.
Циклічний кросворд (циклокросворд). У циклокросворді (циклічному кросворді) слова розташовуються навколо клітини з номером відповідного питання. Відмінною особливістю такого кросворду є однакова кількість букв у всіх загаданих словах — зазвичай, 4, 6 або 8. Перетини слів відбуваються по дузі кола. При цьому якщо слово знаходиться не з краю сітки, то всі його літери, так чи інакше, одночасно є літерами й сусідніх слів.
Чейнворд або лінійний кросворд. У чайнворді (англ. chain — ланцюг, англ. word — слово) перетин слів являє собою лінію (тобто ланцюг). Тому друга поширена назва — лінійний кросворд. Існуюсть також подвійні лінійні кросворди.
Угорський кросворд (філворд). Філворд складається з клітин, у яких вже присутні букви відповідей. Кожна відповідь являє собою ланцюжок клітин. Слова-відповіді не перетинаються і не мають спільних клітин з іншими словами. При цьому клітини сусідніх відповідей повинні стикатися.
Англійський кросворд. У цій головоломці, подібно до угорського кросворду, також використовується поле з літерами, але кожне слово завжди йде в одному напрямку, який до того ж може бути діагональним, не ламаючись всередині. При цьому, на відміну від філворду, слова можуть перетинатися в буквах. Таким чином одна й та ж літера може належати різним словам. Так само, як і в угорському кросворді, після розгадування всіх слів на полі можуть залишитися «зайві» букви, що складають загальне ключове слово кросворда.
Американський кросворд. У цьому різновиду кросворда замість сітки дано прямокутне поле клітинок, а питання прив'язані до конкретних горизонталей і вертикалей, але точне положення відповідей невідомо. Зазвичай, зазначена довжина і порядок відповідей знаходяться на лінії, то ж вихідна сітка кросворду може бути знайдена методом, аналогічним рішенням японської головоломки.
Естонський кросворд. Сітка цього кросворду не містить пустих клітинок. Осередки, що не належать одній відповіді, розмежовуються товстою лінією. В англомовних виданнях цей варіант називається «кросворд з перегородками» (англ. barred crossword).
Тривимірний кросворд. У тривімірному кросворді слова можуть бути розташовані таким чином, що при розтині його площинами, паралельним координатним площинам і віддаленим одна від одної на задану відстань-крок, в перетинах утворювалися кросворди.
Ключворд (кейворд). У цій головоломці потрібно відновити вихідний кросворд, кожна буква якого зашифрована певною цифрою. При цьому зв'язок між буквами й цифрами (в межах однієї головоломки) завжди однозначний, то ж кожній букві відповідає лише певна цифра і навпаки.

## Спорт
В Україні є Федерація кросвордного спорту, чемпіони, майстри спорту, розрядники.[джерело?]

## Свята
21 грудня — Всесвітній день кросворду.

### Програми та вебклієнти
- Генератор «Кросворд» Онлайн
- Crossword Puzzle Maker. Designed for Fun and Learning Оnline
- Crossword Puzzle Maker Оnline
- CREATE CROSSWORD PUZZLE Оnline
- PuzzleMe™ Оnline
- Eclipse Crossword